# God's Problem Child
God's Problem Child es un álbum de estudio del músico estadounidense Willie Nelson, programado para ser publicado en abril de 2017 por la compañía discográfica Legacy Recordings. El álbum, producido por Buddy Cannon, incluirá nuevas canciones coescritas entre Nelson y Cannon, así como una de las últimas colaboraciones de Leon Russell antes de su muerte y un tema compuesto por la madre de Cannon, de 92 años. Además, incluirá el tema "He Won't Ever Be Gone", compuesto por Gary Nicholson como tributo a Merle Haggard.

## Lista de canciones
| N.º | Título                              | Escritor(es)                      | Duración |  |
| 1.  | «Little House on the Hill»          | Lyndel Rhodes                     |          |  |
| 2.  | «Old Timer»                         | Donnie Fritz, Lenny LeBlanc       |          |  |
| 3.  | «True Love»                         | Willie Nelson, Buddy Cannon       |          |  |
| 4.  | «Delete and Fast Forward»           | Nelson, Cannon                    |          |  |
| 5.  | «A Woman's Love»                    | Mike Reid, Sam Hunter             |          |  |
| 6.  | «Your Memory Has a Mind Of Its Own» | Nelson, Cannon                    |          |  |
| 7.  | «Butterfly»                         | Sonny Throckmorton, Mark Sherrill |          |  |
| 8.  | «Still Not Dead»                    | Nelson, Cannon                    |          |  |
| 9.  | «God's Problem Child»               | Jamey Johnson, Tony Joe White     |          |  |
| 10. | «It Gets Easier»                    | Nelson, Cannon                    |          |  |
| 11. | «Lady Luck»                         | Nelson, Cannon                    |          |  |
| 12. | «I Made a Mistake»                  | Nelson, Cannon                    |          |  |
| 13. | «He Won't Ever Be Gone»             | Gary Nicholson                    |          |  |